# Leo Heij
Leonardus Cornelis (Leo) Heij (Utrecht, 2 februari 1914 – 's-Gravenhage, Waalsdorpervlakte, 29 februari 1944) was een Nederlands verzetsman tijdens de Tweede Wereldoorlog. Zijn broers Kees en Bertus zaten ook in het verzet.

## Biografie
Leo werd geboren in Utrecht, als zoon van Dirk Johan Heij en Theodora Antoinetta Boer. Zijn vader was incasseerder van beroep. Leo had twee jongere broers en vijf zusjes. Hij trouwde op 9 oktober 1940 met Johanna Nicolasina Christina Biestervelt (1914-2010).
Heij was betrokken bij de verzetskrant Je Maintiendrai. Ook was hij lid van de Oranje Vrijbuiters, een verzetsgroep die in 1941 door Klaas Postma was opgericht. De Vrijbuiters richtten ook een knokploeg op die onder leiding van Hans van Koetsveld en Tom Spoelstra distributiekantoren overviel en spionageactiviteiten ondernam.
Op 17 december 1943 werden de drie broers Heij, een aantal onderduikers en de gehele knokploeg gearresteerd. Ze waren verraden door Joop de Heus, die ook een Vrijbuiter was.
Alle gearresteerden werden naar het Oranjehotel gebracht. Daar werden op 28 februari 1944 twintig mannen ter dood veroordeeld. Het vonnis werd op 29 februari op de Waalsdorpervlakte voltrokken. Aan twee van hen, onder wie Heijs broer Bertus, werd gratie verleend, nadat zij hadden gezien hoe hun kameraden in een massagraf terecht waren gekomen. Hun straf werd omgezet in 20 jaar. 
Bertus Heij en zijn kameraad werden afgevoerd naar Dachau en overleefden de oorlog. Na de oorlog werden de achttien slachtoffers opgegraven en in een massagraf op de Algemene Begraafplaats in Den Haag herbegraven. Later kregen ze een eigen graf op de Algemene Begraafplaats Tolsteeg in Utrecht, alwaar ook een monument is opgericht om hen te herdenken.

## Eerbetoon
- Zijn naam staat vermeld op de Erelijst van Gevallenen 1940-1945.[4]
- Zijn naam staat vermeld op het digitaal Monument Oranjehotel.[5]